# Келестин Костецький
Келести́н Косте́цький (12 травня 1843, Великі Дідушичі — 1 березня 1919, Чернівці) — церковний діяч на Буковині, священник УГКЦ, парох у Чернівцях (з 1885 року), декан Буковинський, а від 1895 — декан Чернівецького деканату, митрат, почесний крилошанин, апостольський протонотар, почесний громадянин Скали-Подільської і Чернівців.

## Життєпис
Народився 12 травня 1843 року в селі Великі Дідушичі Стрийського округу Королівства Галичини та Володимирії в сім'ї місцевого пароха о. Онуфрія Костецького (1807—1867) і його дружини Маркелли з роду Дзерович. Висвячений на священника 10 листопада 1867 року. Був спочатку адміністратором (1867—1870), а потім парохом (1870—1872) у рідному селі. З 1872 року — парох у Скалі Скальського деканату. У 1882 році збудував у Скалі нову, велику кам'яну церкву Успіння Пресвятої Богородиці замість старої дерев'яної церкви, яка перебувала в аварійному стані.
14 лютого 1885 р. призначений парохом греко-католицької церкви у Чернівцях, деканом Буковинського деканату (з 1895 року — декан Чернівецький). За час свого перебування на Буковині о. Келестин Костецький брав активну участь у громадському житті. Був радником шкільної ради крайової, представником греко-католицької церкви в міській, шкільній раді, одним із засновників жіночого товариства «Мироносиці» (1886), почесним крилошанином Станиславської єпископської капітули.
За ідейними переконаннями о. Костецький спочатку був близький до москвофілів, але потім перейшов на народовські позиції. Автор унікального рукопису «Хроніка парохії греко-католицької в Чернівцях від її основання до часу біжучого», яку почав писати в 1912 році. У наступні роки він продовжував її доповнювати і хронологічно довів події до кінця листопада 1918 року. «Хроніка» о. Келестина Костецького — цінний для істориків, багатий фактичним матеріалом рукописний документ. Особливу цінність мають щоденникові записи Костецького періоду Першої світової війни, оскільки він не покинув своєї церкви і своїх парафіян впродовж всієї війни, переживши в Чернівцях всі три російські окупації. У жовтні 1918 року о. Костецький на чолі велелюдної процесії українських міщан та греко-католицького духовенства зустрічав на залізничному вокзалі м. Чернівці легіон Українських Січових Стрільців на чолі з Вільгельмом Габсбургом. У 2019 році «Хроніку» о. Келестина Костецького під назвою «Записи душпастиря» видали у чернівецькому видавничому домі «Букрек».
Помер 1 березня 1919 року, похований на центральній алеї Руського цвинтаря в Чернівцях (квартал 55а).

## Нагороди і відзнаки
- Командорський хрест ордена Франца Йосифа (1916)[9].
- Почесний громадянин Скали-Подільської і Чернівців[10].

## Вшанування пам'яті
- 27 жовтня 2022 року вулицю Казанську в м. Чернівці перейменували на честь о. Келестина Костецького[11].